# أنا الآن أعلن أنكما تشاك ولاري (فلم)
أنا الآن أعلن أنكما تشاك ولاري (بالإنجليزية: I Now Pronounce You Chuck and Larry) هو فيلم كوميدي تم إنتاجه في الولايات المتحدة وصدر في سنة 2007.

## طاقم التمثيل
- آدم ساندلر
- كيفن جيمس
- جيسيكا بيل
- ستيف بوسيمي
- دان أيكرويد

## الميزانية والإيرادات
بلغت تكلفة إنتاج الفيلم حوالي 85 مليون دولار بينما حقق أرباحا تقدر بـ 186,072,214 دولار.

## وصلات خارجية
- مقالات تستعمل روابط فنية بلا صلة مع ويكي بيانات